# Campeonato de Fútbol de Costa Rica 1957
El Campeonato de Fútbol de 1957, fue la edición número 37 de Liga de Fútbol de Costa Rica en disputarse, organizada por la FEDEFUTBOL.
A partir de este campeonato comenzó una hegemonía del Deportivo Saprissa y Liga Deportiva Alajuelense, hasta finales de los años 70. Además se da el primer descenso de un grande del fútbol costarricense, el Orión F.C., que volvería para 1959.
Se da nuevamente un campeonato con ocho equipos por el descenso de Moravia y Universidad de Costa Rica, situación que no se daba desde 1949.

## Equipos participantes
| Provincia | N.º | Equipos                                                     |
| --------- | --- | ----------------------------------------------------------- |
| San José  | 5   | La Libertad, Gimnástica Española, Orión, Saprissa y Uruguay |
| Alajuela  | 1   | Alajuelense                                                 |
| Cartago   | 1   | Cartaginés                                                  |
| Heredia   | 1   | Herediano                                                   |

## Formato del Torneo
El torneo disputado a dos vueltas. Los equipos debían enfrentarse todos contra todos, el último lugar descendería automáticamente a Segunda División. Al final se presentó un empate en puntos entre Saprissa y Alajuelense, y se determinó el campeón mediante el goleo particular, lo cual a final favoreció al Saprissa. 

## Tabla de posiciones
| Equipo | Pts | PJ | PG | PE | PP | GF | GC | DG  |
| --- | --- | -- | -- | -- | -- | -- | -- | --- |
| Deportivo Saprissa | 23  | 14 | 11 | 1  | 2  | 35 | 10 | +25 |
| Liga Deportiva Alajuelense | 23  | 14 | 10 | 3  | 1  | 37 | 16 | +21 |
| Club Sport Herediano | 17  | 14 | 7  | 3  | 4  | 28 | 16 | +12 |
| Club Sport Cartaginés | 14  | 14 | 5  | 4  | 5  | 22 | 26 | -4  |
| Club Sport La Libertad | 13  | 14 | 4  | 5  | 5  | 20 | 29 | -9  |
| Club Sport Uruguay de Coronado | 9   | 14 | 4  | 1  | 9  | 15 | 30 | -15 |
| Sociedad Gimnástica Española | 8   | 14 | 2  | 4  | 8  | 14 | 28 | -14 |
| Orión F.C. | 5   | 14 | 1  | 3  | 10 | 11 | 27 | -16 |
| Pts – Puntos; PJ – Partidos Jugados; PG - Partidos Ganados; PE - Partidos Empatados; PP - Partidos Perdidos; GF – Goles a Favor; GC – Goles en Contra; DG – Diferencia de Goles |     |    |    |    |    |    |    |     |

|  |                  |
|  | Campeón Nacional |

|  |                                     |
|  | Descenso Directo a Segunda División |

| Campeón Deportivo Saprissa Campeonato #3 |

Planilla del Campeón: Mario Pérez, Giovanni Rodríguez, Mario Cordero, Alex Sánchez, Marvin Rodríguez, Tulio Quirós, Rodolfo Herrera, Álvaro Murillo, Jorge Monge, José Luis Soto, Rubén Jiménez, Greivin Zumbado, Fernando Cordero, Napoleón Torres, Hernán Carboni, Rigoberto Rojas, Rodrigo Pacheco, Guillermo Hernández, Fernando Bertrand.

## Goleadores
| Jugador         | Equipo                       | Goles |
| --------------- | ---------------------------- | ----- |
| Juan Soto       | Alajuelense                  | 12    |
| Jorge Monge     | Saprissa                     | 10    |
| Rodolfo Herrera | Saprissa                     | 9     |
| Juan Ulloa      | Alajuelense                  | 9     |
| Óscar Bejarano  | Herediano                    | 8     |
| Alberto Armijo  | Sociedad Gimnástica Española | 8     |

## Descenso
El Orión F.C., desciende de forma automática al terminar último en el campeonato, mientras que El Carmen F.C., accede a Primera División al 
campeonizar en la Segunda División.
| Descenso campeonato 1957      | Descenso campeonato 1957 |
| ----------------------------- | ------------------------ |
| Descendido a Segunda División | Orión F.C.               |
| Ascenso a Primera División    | El Carmen F.C.           |

## Torneos
| Predecesor: Campeonato 1956 | Liga de Fútbol de Costa Rica Campeonato 1957 | Sucesor: Campeonato 1958 |